# Jörg Bode (Politiker)

Jörg Bode, 2021

Jörg Bode (* 12. November 1970 in Celle) ist ein deutscher Politiker (FDP). Er war von 2003 bis 2022 Mitglied des Niedersächsischen Landtags und von Oktober 2009 bis Februar 2013 Niedersächsischer Minister für Wirtschaft, Arbeit und Verkehr. Von 2013 bis 2022 war er stellvertretender Vorsitzender der FDP-Landtagsfraktion und ihr wirtschaftspolitischer Sprecher.

## Ausbildung und Beruf
Nach dem Abitur am Hölty-Gymnasium in Celle und dem Wehrdienst absolvierte Bode eine Ausbildung zum Bankkaufmann bei der Commerzbank. Anschließend bildete er sich zum Firmenkundenbetreuer weiter. Von 2000 bis zu seiner Wahl in den 15. Niedersächsischen Landtag war er als Firmenkundenbetreuer bei der Deutschen Bank in Hannover tätig. 
Neben seiner Tätigkeit als Landtagsabgeordneter war er von März 2013 bis September 2014 als Geschäftsführer des Immobilienunternehmens Haacke Treuhand GmbH in Celle beschäftigt. Nach seinem Ausscheiden aus dem Landtag wurde er 2023 Geschäftsführer des Biotech-Unternehmens Senostic GmbH in Hannover.

## Politik

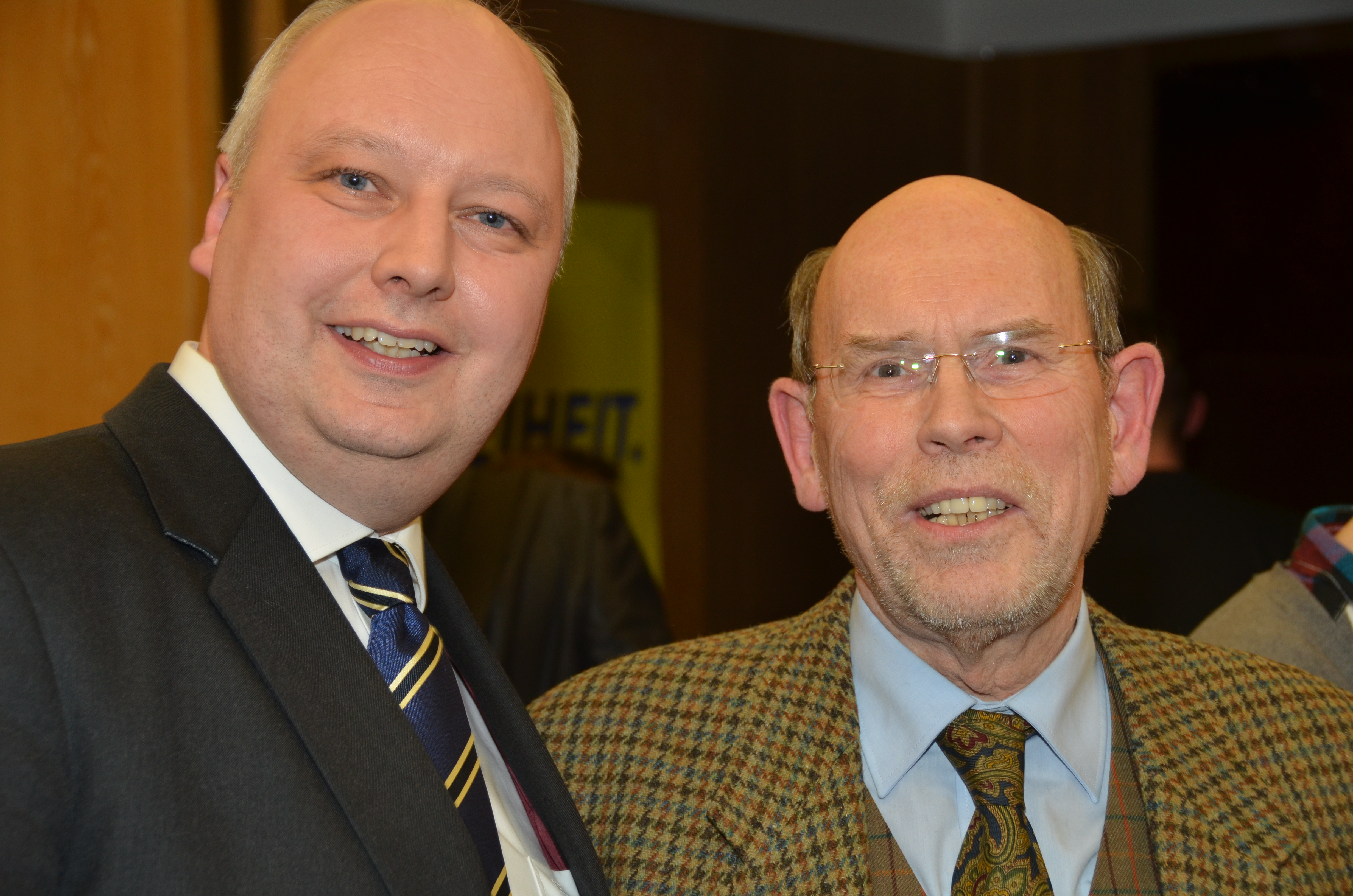
Jörg Bode (links) mit Walter Hirche (am Wahlabend der Landtagswahl in Niedersachsen 2013)

Jörg Bode ist seit 1989 Mitglied der FDP. Von 1996 bis 2007 war er Ratsherr der Gemeinde Hambühren. Von 1991 bis 2006 war er Kreistagsabgeordneter im Landkreis Celle und von 2001 bis 2006 Vorsitzender des dortigen Finanzausschusses. 
Bei den Landtagswahlen 2003, 2008, 2013 und 2017 wurde Jörg Bode jeweils über den Landeswahlvorschlag der FDP Niedersachsen in den Landtag gewählt. Von 2005 bis 2009 war er dort parlamentarischer Geschäftsführer der FDP-Fraktion. Als Ministerpräsident Christian Wulff (CDU) den FDP-Fraktionsvorsitzenden Philipp Rösler im Februar 2009 zum Minister für Wirtschaft, Arbeit und Verkehr berief, übernahm Bode den Fraktionsvorsitz. Rösler wechselte schon im Oktober 2009 in das Amt des Bundesministers für Gesundheit. Bode übergab daraufhin den Fraktionsvorsitz an Christian Dürr; er wurde Minister für Wirtschaft, Arbeit und Verkehr im Kabinett Wulff II und Stellvertreter des Ministerpräsidenten.  Am 30. Juni und 1. Juli 2010 war Bode geschäftsführender Ministerpräsident, weil Ministerpräsident Wulff sein Amt aufgrund seiner Wahl zum Bundespräsidenten niedergelegt hatte. Zwar wäre Wulff wegen Artikel 33 Abs. 4 der Niedersächsischen Verfassung verpflichtet gewesen, die Amtsgeschäfte des Ministerpräsidenten trotz seines Rücktrittes weiterzuführen, er bat jedoch Bode, diese Aufgabe zu übernehmen, bis David McAllister vom Landtag zu Wulffs Nachfolger gewählt wurde. Im Kabinett McAllister behielt Bode sein Ministeramt bis 2013, als die schwarz-gelbe Koalition nach der verlorenen Landtagswahl von einer rot-grünen Koalition abgelöst wurde. Bode musste sein Ministeramt an Olaf Lies (SPD) abgeben.
Auch zur Landtagswahl 2022 trat Bode im Landtagswahlkreis Celle und auf der FDP-Landesliste an. Die Partei scheiterte jedoch mit 4,7 Prozent der Stimmen an der Fünfprozenthürde und schied aus dem Landtag aus.

## Privates
Bode ist geschieden und Vater eines Kindes.